# Pseudoniscus
Pseudoniscus è un artropode estinto, appartenente ai chelicerati. Visse nel Siluriano (circa 420 - 415 milioni di anni fa) e i suoi resti fossili sono stati ritrovati in Europa e in Nordamerica.

## Descrizione
Il prosoma di Pseudoniscus era ricoperto da un carapace con un margine posteriore ricurvo e spine genali appuntite. La maggior parte delle caratteristiche dorsali del carapace (ad es. creste oftalmiche, lobo cardiaco) non erano particolarmente sviluppate. Almeno alcune specie hanno una spina mediana davanti al carapace, come l'affine Cyamocephalus. A differenza della maggior parte degli altri Synziphosurina con opistosoma suddiviso in preaddome largo e postaddome stretto, l'opistosoma a 10 segmenti di Pseudoniscus possiede una segmentazione metamerica indivisa simile a quello di Pasternakevia. Tra le specie di Pseudoniscus, P. roosevelti è uno dei pochi sinzifosurini che hanno confermato di avere occhi composti laterali, mentre le specie rimanenti mancano di prove univoche.

## Classificazione
Il genere Pseudoniscus venne descritto per la prima volta da Nieszkowski nel 1859. A questo genere sono attribuite la specie tipo Pseudoniscus aculeatus e le specie P. clarkei, P. falcatus e P. roosevelti. Fossili di questo genere sono stati scoperti in depositi del periodo Siluriano nel Regno Unito, negli Stati Uniti e in Estonia. 
Pseudoniscus è stato attribuito al gruppo dei Synziphosurina, un gruppo parafiletico di artropodi chelicerati fossili, e attualmente è ascritto al clade Planaterga, comprendente numerose forme fossili come Bunodes e un gruppo costituito da aracnidi ed euripteridi. In particolare, Pseudoniscus è il genere eponimo della famiglia Pseudoniscidae, comprendente anche Cyamocephalus.